# Fălci 2
Jaws 2 sau Fălci 2 este al doilea film cu rechini din seria Jaws. A fost lansat la 16 iunie 1978. În rolurile principale joacă actorii Roy Scheider și Lorraine Gary. Durata filmului este de o oră și 55 de minute.

## Sinopsis
Sean Brody este ajutor de șerif la postul de poliție din Amity, la fel ca tatăl său ucis de un rechin alb. 
Într-o noapte Sean verifică o geamandură defectă din golf. O umbră imensă apare: un rechin alb îl apucă pe Sean cu fălcile sale ucigașe. 
Ellen Brody este disperată: după soț pierde și unul din cei doi fii. Ea crede că totul este un blestem și că rechinul o va ucide și pe ea. 

## Distribuție
- Roy Scheider - Chief Martin Brody
- Lorraine Gary - Ellen Brody
- Murray Hamilton - Mayor Larry Vaughn
- Joseph Mascolo - Len Peterson
- Jeffrey Kramer - Deputy Hendricks
- Collin Wilcox - Dr. Elkins
- Ann Dusenberry - Tina Wilcox
- Mark Gruner - Michael Brody
- Barry Coe - Tom Andrews
- Susan French - Old Lady
- Gary Springer - Andy Williams
- Donna Wilkes - Jackie Peters
- Gary Dubin - Eddie Marchand
- John Dukakis - Paul 'Polo' Loman
- G. Thomas Dunlop - Timmy Weldon
- David Elliott - Larry Vaughn Jr.
- Marc Gilpin - Sean Brody
- Keith Gordon - Doug Fetterman
- Cynthia Grover - Lucy
- Ben Marley - Patrick
- Martha Swatek - Marge
- Billy Van Zandt - Bob
- Gigi Vorgan - Brooke Peters
- Fritzi Jane Courtney - Mrs. Taft
- Al Wilde - Selectman 1
- Cyprian R. Dube - Selectman 2
- Jerry M. Baxter - Helicopter Pilot
- Jean Coulter - Diane the Ski Boat Driver
- Christine Freeman - Terry the Water Skier
- Herb Muller - Phil Fogerty

## Legături externe
- Fălci 2 la Internet Movie Database
- Fălci 2 la Box Office Mojo
- Fălci 2 la Rotten Tomatoes